# Acrotylus incarnatus
Acrotylus incarnatus är en insektsart som beskrevs av Krauss 1907. Acrotylus incarnatus ingår i släktet Acrotylus och familjen gräshoppor. Inga underarter finns listade i Catalogue of Life.